# تیغچه‌دم پریجا
تیغچه‌دم پریجا (نام علمی: Asthenes perijana) گونه‌ای از پرندگان در حال انقراض است که در زیرتیرهٔ Furnariinae از تیرهٔ تنورمرغان (Furnariidae) است. بومی کوه‌های پریجا در کلمبیا و ونزوئلا است.